# 冒菜

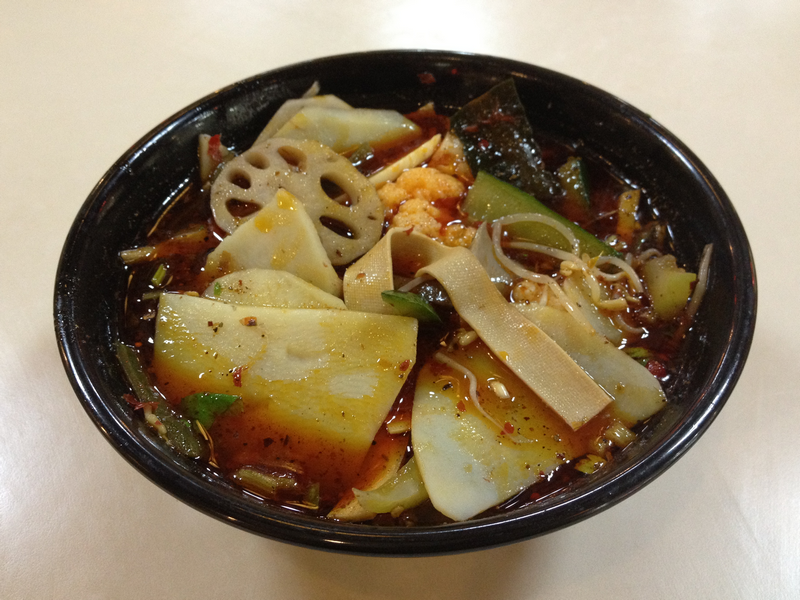
冒菜

冒菜是一种在1990年代初期出现的成都小吃，制作方法是将预备好的蔬菜和肉放入辣味底料汤汁中泡（“冒”）熟后食用，有麻辣和香辣。

## 食材
常见的食材蔬菜有藕、馬鈴薯、莴笋、白菜、黄瓜、冬瓜、花菜、木耳、金针菇、平菇、香菇、海带、竹笋、豆腐、豆腐皮、豆芽、红苕粉条、米凉粉等，肉类有牛肉、牛毛肚、猪黄喉、鸡鸭胗、兔腰、血旺、鸭肠、火腿肠、鹌鹑蛋、鱿鱼等等。

## 制作

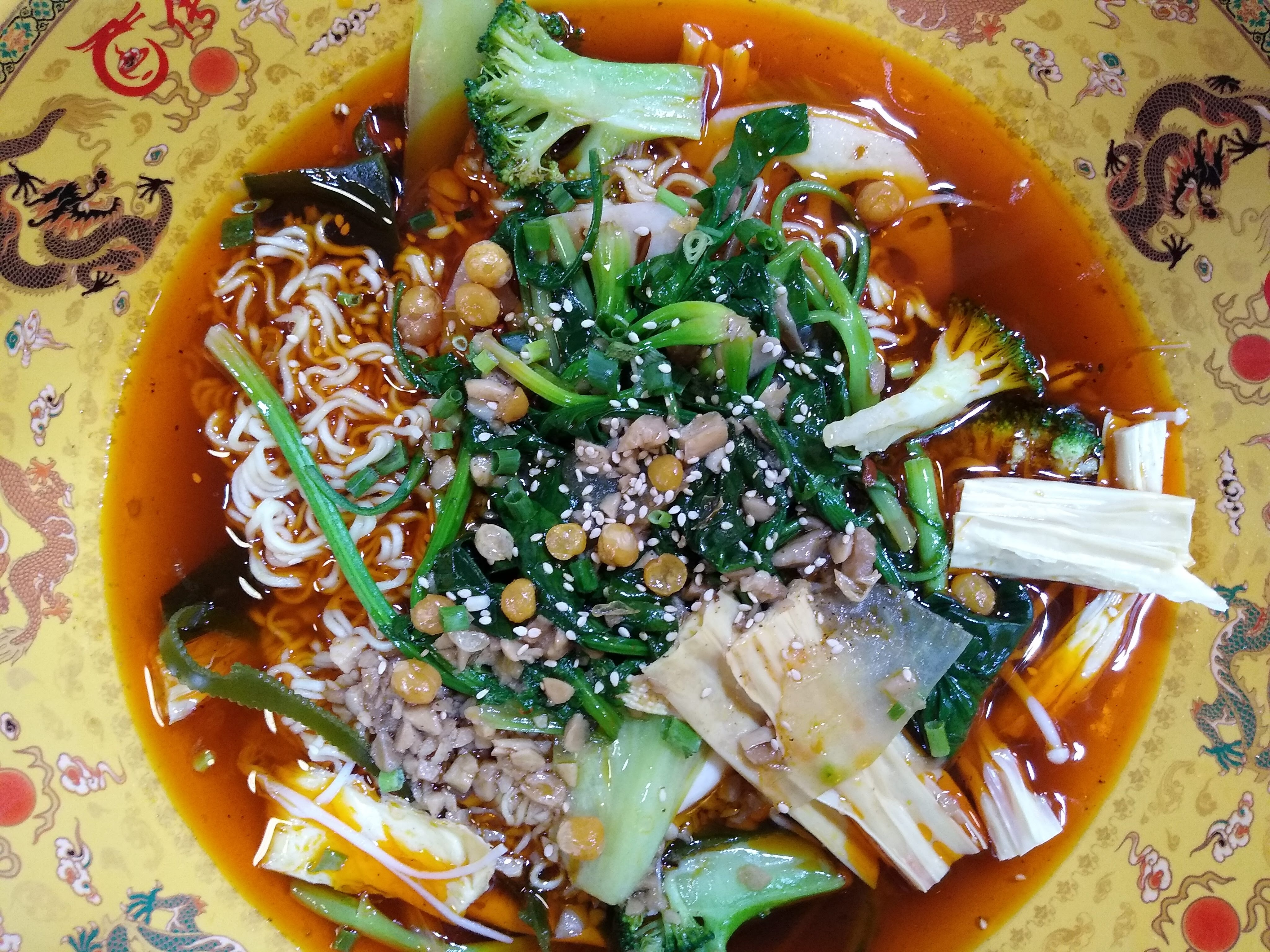
冒菜

制作冒菜时，先将事先切好的食材装入竹篓或金属筛筐，浸入大锅中沸腾的底料汤汁里面煮熟，往往同时将竹篓或筛筐在汤汁中上下提动使其均匀受热，此过程即冒菜中“冒”字的含义。冒菜的底料汤汁类似于火锅底料，一般是由豆瓣、辣椒、花椒、薑以及各种香辛料在油中炒製，再加入鲜汤熬製而成。冒菜製作完成时，会将煮熟的菜品和少许底料汤汁一同盛入碗中，加入香油、蒜末、葱花、碎芹菜、碎香菜以及盐、味精等各种调味品，即可食用。

### 与“火锅”的区别
区别于火锅的地方是：冒菜通常为单人份量，每份冒菜包含搭配好的各种菜品，煮熟的过程由店家完成，盛放的碗中已有调味料所以不再需要调味蘸碟。

## 健康問題
冒菜所烹煮的肉類大多為冷凍食品，因冷凍肉類製品無法確定其肉類及其他食品添加劑的含量，故在食用中仍需注意對冷凍肉類食品的攝取量，且特別注意肉類食品是否已完全煮熟。
與大多川菜同樣，冒菜中亦有存在攝入鈉含量過高的風險，故在食用中因避免喝冒菜湯汁。
2018年2月末，江蘇省蘇州市崑山市查出四家餐飲店所銷售食品中存在罌粟殼，其中便有冒菜店。